# Hans Meissner (Intendant)
Hans Meissner (* 3. Juli 1896 in Frankfurt am Main; † 14. Juli 1958 in Augsburg) war ein deutscher Regisseur und Schauspieler. Während der Zeit des Nationalsozialismus war er als Mitglied der NSDAP von 1933 bis 1945 Generalintendant der Städtischen Bühnen Frankfurt.

## Leben
Nach dem Besuch der Oberrealschule in Frankfurt nahm er 1914/15 Schauspielunterricht am Hochschen Konservatorium bis zu seiner Einberufung. 1917 erlitt er vor Verdun eine schwere Verwundung und wurde aus dem Kriegsdienst entlassen. Nach seiner Genesung nahm er den Schauspielunterricht in Frankfurt wieder auf. Sein erstes Engagement führte ihn 1919 an die Württembergische Volksbühne in Stuttgart.
1921 kehrte er nach Frankfurt zurück und trat dem neugegründeten Frankfurter Künstlertheater für Rhein und Mai bei, einer sozialistischen Wanderbühne zur Zeit der Weimarer Republik. Nachdem das Künstlertheater in der Inflationszeit wirtschaftlich zusammengebrochen war, übernahm Meissner 1924 als Intendant den Neuaufbau der Bühne.
1930 erhielt er einen Ruf als Intendant an das Stadttheater Stettin. Meissner gehörte seit 1928/29 der SPD an und war in Stettin seit Beginn seiner Amtszeit ständigen Angriffen der dortigen NSDAP ausgesetzt. Mit der Gleichschaltung des Stettiner Theaters am 8. März 1933 kurz nach der nationalsozialistischen Machtergreifung bat er um sofortige Beurlaubung. Sein Name stand auf einer von der Berliner Reichsleitung des Kampfbundes für deutsche Kultur geführten Liste unerwünschter Intendanten.

### Generalintendant in Frankfurt am Main
In Frankfurt am Main hatte der am 13. März 1933 ernannte nationalsozialistische Oberbürgermeister Friedrich Krebs am 28. März 1933 die Leitung der Städtischen Bühnen entlassen. Der zum Nachfolger Alwin Kronachers ernannte neue Schauspielintendant Hans Geisow zeigte sich dem Amt nicht gewachsen und wurde im Juni 1933 entlassen. Krebs berief daraufhin Meissner, den er seit dessen Frankfurter Zeit kannte, zum Generalintendanten der Städtischen Bühnen. Krebs und Meissner hatten die Berufung sorgfältig vorbereitet. Meissner war im Oktober 1932 aus der SPD ausgetreten und zum 1. April 1933 der NSDAP beigetreten (Mitgliedsnummer 1.795.048). Zudem hatte Meissner auf Empfehlung des Oberbürgermeisters Persilscheine in Stettin gesammelt, die ihm bescheinigten, sich nie politisch betätigt zu haben.
Zu Meissners Ernennung zum Generalintendanten im Juni 1933 erschien im Frankfurter Volksblatt, der Parteizeitung der Frankfurter NSDAP, ein Brief aus Stettin mit dem scharfen Angriff: „Wer heute noch Herrn Meissner seine Unterstützung gewährt, macht sich zum Feind unserer Bewegung und wird schonungslos von uns heute beiseite geschoben.“ Um Meissners Berufung zu retten, akzeptierte Krebs, der auch Landesleiter Hessen-Nassau des Kampfbundes für deutsche Kultur war, die gleichzeitige Ernennung Friedrich Bethges zum Chefdramaturgen der Städtischen Bühnen. Am 18. Juli 1933 bestätigte Krebs den Vertrag mit Meissner, der ihm alle vier Spielstätten der Städtischen Bühnen unterstellte: Oper, Schauspielhaus, Kleines Haus und die 1932 von Alwin Kronacher und Max Michel begründeten Römerberg-Festspiele, wobei es sogar zeitgenössische Filmaufnahmen gibt, wo er die Römerberg-Festspiele anleitet.
Mit den Römerberg-Festspielen fand Meissner ein Format vor, in dem er sein Regietalent entfalten konnte. Er plante, die Festspiele zu einem Bayreuth der deutschen Klassik zu entwickeln. Sie sollten der „Volksbelehrung“ dienen und den Besuchern aus dem In- und Ausland zu „Quellen echt völkischen Gefühls“ werden. Zu seinen Regiearbeiten für die Festspiele gehörten unter anderem Schillers Wallenstein-Trilogie (1934), Faust. Eine Tragödie. (1935), Fiesco (1936), Florian Geyer (1937), Hamlet (1938) und Die Nibelungen (1939).
Im Schauspielhaus inszenierte Meissner neben Klassikern und Frankfurter Mundartstücken regelmäßig auch Stücke nationalsozialistischer Autoren, auch von Friedrich Bethge. Zu den Höhepunkten gehörte eine Inszenierung von Woyzeck zum 100. Todestag Georg Büchners 1937. In der Oper gelang es Meissner, mehrere Werke bedeutender zeitgenössischer Komponisten in Frankfurt uraufzuführen, darunter Die Zaubergeige (1935), Doktor Johannes Faust (1936), Carmina Burana (1937), Die Rose vom Liebesgarten (1939), Columbus (1942) und Die Kluge (1942).
Im Januar und März 1944 wurden die Frankfurter Theater bei mehreren Luftangriffen zerstört. Der Theaterbetrieb wurde notdürftig in mehreren Ausweichquartieren aufrechterhalten, bis zur am 1. September 1944 verfügten Schließung aller Theater in Deutschland.
Meissner rechnete fest damit, nach dem Krieg Intendant der Frankfurter Theater zu bleiben. Er wurde jedoch im Juni 1945 verhaftet und in das Internierungslager Moosburg eingeliefert, wo er bis März 1947 blieb. In dieser Zeit konvertierte er zur katholischen Kirche.
1949 wurde Meissner Theaterleiter in Gelsenkirchen, 1953 Generalintendant der Städtischen Bühnen Augsburg. Am 14. Juli 1958 erlag er einem tödlichen Herzinfarkt. Bis zuletzt hatte er darunter gelitten, dass er seine Theaterarbeit in Frankfurt nicht fortsetzen konnte.

## Ehrungen
- Römerplakette der Stadt Frankfurt am Main (1938)